# مساحة قاعدية

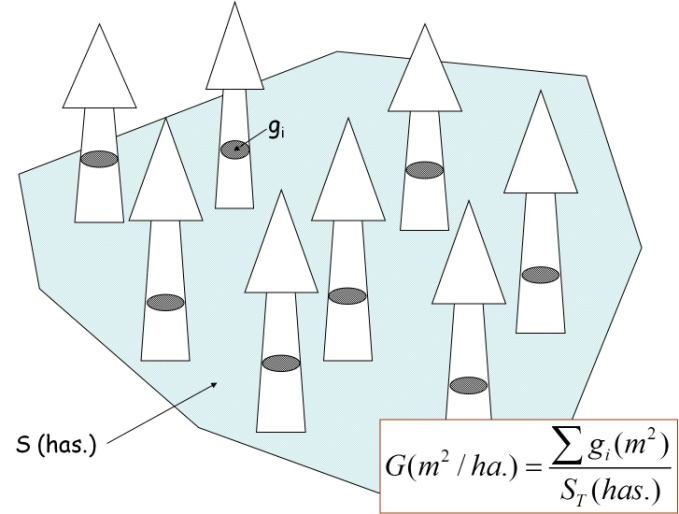

المساحة القاعدية (بالإنجليزية: Basal area)، هي مساحة مقطع شجرة بالقرب من سطح الأرض. يقاس مقطع جذع شجرة عند علو من حوالي 1,5 متر فوق سطح الأرض، وفي حالة الحشائش والأعشاب، يكون القياس عادة على علو 2 إلى 3 سم فوق سطح الأرض.
في إدارة الغابات، تشير المساحة القاعدية عادةً إلى الأخشاب القابلة للتداول ويتم إعطاؤها لكل هكتار أو لكل فدان. إذا قمت بقطع جميع الأشجار القابلة للتسويق على فدان على مسافة 4 أقدام من الأرض وقمت بقياس البوصة المربعة في أعلى كل جدعة (πr * r)، فقم بإضافتها جميعًا وقسمتها على أقدام مربعة (144 بوصة مربعة لكل مربع)، وسيكون ذلك المساحة القاعدية على ذلك الفدان. في علم البيئة الحرجية، تُستخدم المساحة القاعدية كبديل يسهل قياسه نسبيًا للكتلة الحيوية الكلية للغابات والتعقيد الهيكلي، والتغير في المساحة القاعدية بمرور الوقت هو مؤشر مهم لاستعادة الغابات أثناء التعاقب.